# Torstuna härad
Torstuna härad var ett härad i västra Uppland. Häradet omfattade den östra delen av nuvarande Heby kommun samt den nordöstra delen av Enköpings kommun.  Den totala arealen mätte drygt 274 km² och befolkningen uppgick år 1918 till 4 883 invånare. Tingsställe var till 1790 Torstuna, därefter Karleby för att 1888 flytta till Heby och 1959 till Sala.

## Geografi
Merparten av Torstuna härad var beläget norr om Örsundaån kring Skattmansöåns lopp. Det bestod i söder av ett skoglöst slättlandskap med små kullar och åsar och i norr av ett mer skogklätt landskap med Skattmansådalens breda dal som skär genom hela häradets område i nordsydlig riktning. Häradet gränsade i söder mot Lagunda och Åsunda härader, i öster mot Hagunda härad, i norr mot Våla härad och i väster mot Simtuna härad.
Häradet saknade köpingar och municipalsamhällen, men den största tätorten är numera Morgongåva belägen 42 km väster om Uppsala.

## Historia
Torstuna härad tillhörde det medeltida uppländska folklandet Fjädrundaland. Namnet Fjädrunda (på fornsvenska fiædrundaland) antyder att området skulle bestå av fyra hundare, men redan från 1300-talet omnämns det som innehållande fem stycken. Torstuna härad omnämns då som Thorsakers hundare där Tor refererar till guden med samma namn och -åker på en helig plats, men också på själva åkern där tinget hölls. Under den senare delen av medeltiden tycks namnet ha förvanskats och istället kommit att bli synonymt med Torstuna socken där dess tingsplats torde ha legat. Ortnamnet -tuna antyder även att häradets marknadsplats skulle varit belägen här. Sedermera flyttade tingsplatsen till gästgivaregården i Heby, vilket alltså låg utanför häradets område. 
Torstuna härad ingick i det livgeding som Erik av Pommerns drottning Filippa fick år 1420. Sedermera hamnade häradet som förläning under riksdrotsen Krister Nilsson (Vasa), men detta kom snart att tas ifrån honom och med tiden istället hamna hos styvsonen Ture Turesson (Bielke). I Härnevi kyrka från denna tid finns bl.a. kyrkmålningar av den berömde 1400-talskonstnären Albertus Pictor. Häradets största samhälle Morgongåva är beläget i dess allra nordligaste del. Samhället utvecklades som bruksort i samband med att Norra stambanan, nuvarande Dalabanan, drogs fram genom området under det sena 1800-talet. Satsningen slog dock fel och samhället kom istället att utvecklas runt en industri för tillverkning av jordbruksmaskiner.

## Socknar
Torstuna härad omfattade följande socknar.
I Enköpings kommun 
- Österunda
- Härnevi
- Torstuna

I Heby kommun
- Vittinge
- Huddunge socken del av före 1898
- Västerlövsta socken del av före 1897

## Län, fögderier, domsagor, tingslag och tingsrätter
Häradet hörde mellan 1641 och 1646 till Sala län, i övrigt fram till 1971 Västmanlands län, då delar övergick till Uppsala län dit även resterande delar överfördes 2007. Församlingarna i häradet tillhör(de) Uppsala stift.
Häradets socknar hörde till följande fögderier:
- 1720-1880 Väsby fögderi
- 1881-1945 Salbergs-Väsby fögderi
- 1946-1970 Västerås fögderi dock ej Vittinge och Huddunge socknar
- 1971-1990 Enköpings fögderi dock ej Vittinge och Huddunge socknar
- 1946-1990 Sala fögderi för Vittinge socken

Häradets socknar tillhörde följande domsagor, tingslag och tingsrätter:
- 1680-1887 Torstuna tingslag inom Simtuna, Torstuna, Våla, Över- och Yttertjurbo häraders domsaga från 1850-talet benämnd Västmanlands östra domsaga
- 1888-1970 Västmanlands östra domsagas tingslag inom Västmanlands östra domsaga

- 1971-2005 Enköpings tingsrätt (före 1980 benämnd Uppsala läns södra tingsrätt) och dess domsaga för socknarna i Enköpings kommun
- 1971-2001 Sala tingsrätt och dess domsaga för socknarna i Heby kommun
- 2001-2006 Västmanlands tingsrätt (och dess domsaga för socknarna i Heby kommun
- 2005- Uppsala tingsrätt och dess domsaga för socknarna i Enköpings kommun samt från 2007 för socknarna i Heby kommun

### Webbkällor
- Nationella arkivdatabasen för uppgifter om fögderier, domsagor, tingslag och tingsrätter